# 平山綾
平山綾（ひらやま あや、1984年1月13日—）是日本演員、歌手。栃木縣那須塩原市出身。堀越高等學校畢業。Horipro所屬。身高161cm。2019年8月透過經紀公司宣布，已與演員速水茂虎道到東京區公所完成結婚登記。

## 演出一覽

### 連續劇
- 鬥陣美眉（2001年7月 - 9月、富士電視台系列） - 吉田冬実 役
- 置物櫃的HANAKO（2002年8月 - 10月、NHK） - 御厨みそら 役
- 愛相隨（2003年1月 - 3月、富士電視台系列） - 入江知華 役
- 民俗學者八雲樹（2004年10月 - 12月、朝日電視台系列） - 富良野 役
- 蜜桃17（2005年7月 - 9月、朝日電視台系列） - 宮前遥 役 ※連續劇初主演
- 工作一姐（2007年10 - 12月、日本電視台系列） - 渚マユ 役
- 極道鮮師3（2008年4 - 6月、日本電視台系列） - 鷹野 葵 役
- 戀愛小說家·伊崎龍之介（2009年7 - 9月、朝日電視台系列） - 後藤美羽 役
- 繼父（2012年1月 - 3月、TBS系列） - 秋山ナオ 役
- 白衣之淚（2013年4月 - 5月、東海電視台制作・富士電視台系列） - 主演・汐見ハナ 役
- 大人女孩（2015年10月 - 12月、富士電視台系） - 立花沙織 役

## 作品

### CD
- 歡迎來到我們這一家（2002年、King Records）動畫『我們這一家』 片尾曲
- Missin'you（2003年、東芝EMI）電影『こち亀THE MOVIE 2・UFO襲来!トルネード大作戦!!』插入歌

## 外部連結
- 平山綾的Instagram帳戶
- 平山綾
- 平山綾「ayappeeeeeeなblog」 （页面存档备份，存于）
- 平山綾 - GREE （页面存档备份，存于）